# Beatriz Ferreira
Beatriz Ferreira (født 9. december 1992) er en brasiliansk bokser.
Hun repræsenterede Brasilien ved sommer-OL 2020 i Tokyo, hvor hun vandt sølv i letvægtskategorien.
Ved sommer-OL 2024 i Paris vandt hun bronze.